# Jocko Sims
Jocko Sims (San Antonio, 20 febbraio 1981) è un attore e produttore cinematografico statunitense.
È noto principalmente per aver interpretato Anthony Adams in Crash, Carlton Burk nella serie The Last Ship e, in seguito il Dr. Floyd Reynolds nella serie New Amsterdam.

## Biografia
Nel 2004, è apparso come ospite in un episodio di Cold Case come Lionel Royce, leader della sezione "Black Liberation Front" a Filadelfia nel 1969. Nel 2008 è entrato nel cast principale di Crash, nel quale ha interpretato Anthony Adams, un pilota di strada, fino alla fine della serie nel 2009. Il suo ritratto di Anthony Adams, un autista e aspirante artista hip-hop, ha portato alla pubblicazione in iTunes di Head Up, una canzone che viene eseguita da Sims nel terzo episodio della serie. Sempre nel 2008, ha recitato nel film pluripremiato di Leon Lazano, "Something is Killing Tate". Nel 2010, è apparso come ospite in Criminal Minds, dove ha interpretato Tony Torrell, un ex proprietario terriero e vittima del serial killer Kaman Scott (Leonard Roberts).
Nel 2012, ha interpretato Michael Thomas nella serie NCIS.
Nel 2014, è entrato a far parte del cast ricorrente della seconda stagione della serie Masters of Sex, dove ha interpretato Robert Franklin, fratello di Coral (Keke Palmer) e attivista per i diritti civili. 
È anche apparso nel film Apes Revolution - Il pianeta delle scimmie in cui interpreta Werner, l'operatore radio della colonia. Nello stesso anno è entrato nel cast ricorrente di The Last Ship, dove interpreta il tenente Carlton Burk, a capo del Team VBSS della USS Nathan James. Durante la seconda stagione ne è diventato un personaggio principale. 
Nel 2016, Sims è entrato nel cast di I'm Dying Up Here, una commedia dark prodotta da Jim Carrey. Nel marzo 2018, Sims è stato scelto nel ruolo del Dr. Floyd Reynolds per la serie televisiva della NBC, New Amsterdam, in onda su Canale 5.

## Filmografia

### Attore

#### Cinema
- Hope's Choice, cortometraggio, regia di Garrett Thompson (2004)
- Staring at the Sun, cortometraggio, regia di Toby Wilkins (2005)
- Jarhead, regia di Sam Mendes (2005)
- Dreamgirls, regia di Bill Condon (2006)
- Something Is Killing Tate, regia di Leon Lozano (2008)
- Turbo, cortometraggio, regia di Jarrett Lee Conaway (2009)
- Apes Revolution - Il pianeta delle scimmie (Dawn of the Planet of the Apes), regia di Matt Reeves (2014)
- Petting Zoo, diretto da Micah Magee (2015)
- The Sweet Life, diretto da Rob Spera (2016)
- Beyond White Space, diretto da Ken Locsmandi (2018)
- Evelyn x Evelyn, cortometraggio, diretto da Eric Pumphrey (2019)

#### Televisione
- 10-8: Officers on Duty – serie TV, episodio 1x11 (2003)
- Cold Case - Delitti irrisolti (Cold Case) – serie TV, episodio 1x16 (2004)
- Prima o poi divorzio! (Yes, Dear) – serie TV, episodio 4x21 (2004)
- Rock Me, Baby – serie TV, episodio 1x18 (2004)
- The Shield – serie TV, episodio 3x10 (2004)
- NYPD - New York Police Department (NYPD Blue) – serie TV, episodio 12x03 (2004)
- CSI - Scena del crimine (CSI: Crime Scene Investigation) – serie TV, episodio 6x22 (2006)
- Private Practice – serie TV, episodio 1x09 (2007)
- Crash – serie TV (2008-2009)
- Lincoln Heights - Ritorno a casa (Lincoln Heights) – serie TV, episodio 4x03 (2009)
- Grey's Anatomy – serie TV, episodio 6x04 (2009)
- Bones – serie TV, episodio 5x14 (2010)
- Criminal Minds – serie TV, episodio 6x06 (2010)
- Detroit 1-8-7 – serie TV, episodio 1x14 (2011)
- NCIS - Unità anticrimine (NCIS) – serie TV, episodio 9x19 (2012)
- Covert Affairs – serie TV, episodio 3x15 (2012)
- Castle – serie TV, episodi 6x01-6x02 (2013)
- Masters of Sex – serie TV, 7 episodi (2014)
- The Last Ship  – serie TV
- MacGyver – serie TV, episodio 1x02 (2016)
- I'm Dying Up Here - Chi è di scena? (I'm Dying Up Here) – serie TV, episodio 1x05 (2017)
- The Resident - serie TV, 2 episodi (2018)
- New Amsterdam - serie TV (2018-2023)

### Produttore

#### Televisione
- Apollo Night LA - serie TV (2018-2019)

## Doppiatori italiani
Nelle versioni in italiano delle opere in cui ha recitato, Jocko Sims è stato doppiato da:
- Gabriele Sabatini in Burn Notice - Duro a morire, Crash, New Amsterdam
- Maurizio Merluzzo in The Resident, High Potential
- Emiliano Coltorti in Cold Case - Delitti irrisolti
- Gianluca Machelli in CSI - Scena del crimine
- Francesco Pezzulli in Grey's Anatomy
- Edoardo Stoppacciaro in Bones
- Fabio Boccanera in NCIS - Unità anticrimine
- Massimo Bitossi in Castle
- Andrea Lavagnino in The Last Ship
- Roberto Draghetti in Apes Revolution - Il pianeta delle scimmie